# مترودوروس
مترودوروس استراتونیسیایی (یونانی: Μητρόδωρος τῆς Στρατονικείας) یک فیلسوف یونان باستان بود که در ابتدا پیرو فلسفه اپیکوریسم بود، اما بعدتر به فلسفه کارنیادس گرایش پیدا کرد. سیسرون توضیح می‌دهد که شک‌گرایی کارنیادس که ابزاری برای حمله به رواقیون در زمین خودشان بوده است، دلیل تغییر رویکرد او از مکتب اپیکوری به‌سوی کاردیانس است. مترودوروس معتقد بود که کارنیادس در واقع از پیروان وفادار افلاطون بود. سیسرون از او به‌عنوان سخنوری آتشین یاد کرده که روان صحبت می‌کند. مترودوروس در حدود ۱۱۰ پیش از میلاد شکوفا شد.